# Børge Poscholan Kofod
Børge Poscholan Kofod (født 23. januar 1752 i Mariager, død 11. januar 1839) var en dansk præst.
Børge Kofod var søn af præst Jørgen Kofod (død 1780) og Abigael Margrethe f. Poscholan og kom til verden i Mariager, hvor faderen dengang var kapellan. Han dimitterede fra Frederiksborg i 1770, var derefter fem år hører ved Rønne Skole, tog teologisk embedseksamen i 1778, blev alumne på Elers' Kollegium i 1779 og tog samme år filologisk embedseksamen, hvorefter han straks blev ansat som hører ved vor Frue Skole i København.
I 1782 blev han andenkapellan ved Frue Kirke i København og i 1783 dansk slotspræst. I 1791 blev han dr.theol. fra Göttingens universitet, og i 1798 fik han embede som sognepræst ved Helliggejstes Kirke i København. I 1805 trådte han tilbage som slotspræst. 
Kofod gik for at være ganske lærd, hvilket kan ses af hans tre afhandlinger: Om Musikkens Indflydelse paa Mennesket (1804), Om Slanger (1799) og Om Høskrækker (1802). Desuden er en del af hans prædikener og afhandlinger udgivet. Han var dog ikke specielt anset, men havde ry for hidsighed og lidenskab. Han blev i 1782 gift med Anna Dorothea Birch (1757-1809), datter af mineralinspektør Andreas Birch, og efter hendes død blev han i 1809 gift med Marthe Margrethe Søderberg (1791-1859), datter af brygger H. H. Søderberg.